# Маринешти (Горж)
Маринешти (рум. Marinești) насеље је у Румунији у округу Горж у општини Крушет. Oпштина се налази на надморској висини од 219 m.

## Становништво
Према подацима из 2002. године у насељу је живело 131 становника, од којих су сви румунске националности.